# Шерстобитов, Александр Павлович
Александр Павлович Шерстобитов (1927 — 2005) — советский передовик производства в радиотехнической промышленности. Герой Социалистического Труда (1966).

## Биография
Родился 28 августа 1927 года в деревне Творогово, Емельяновского района Красноярского края в крестьянской семье.
С 1944 года после окончания средней школы А. П. Шерстобитов добровольцем вступил в Красную Армию и служил механиком в авиационных частях.
В 1952 году А. П. Шерстобитов был демобилизован из рядов Советской армии и переехал жить в город Красноярск, где поступил работать учеником токаря, позже работал — токарем на Красноярский завод лесного машиностроения.
Позже А. П. Шерстобитов был переведён токарем на Красноярский радиотехнический завод Министерства радиопромышленности СССР, выпускавшее радиоэлектронное оборудование.
21 января 1966 года представлен на соискание звания Героя Социалистического Труда решением № 27 заседания бюро Красноярского крайкома КПСС. 29 июля 1966 года «закрытым» Указом Президиума Верховного Совета СССР «за выдающиеся заслуги в выполнении заданий семилетнего плана 1959—1965 годов и создание новой техники»  Александр Павлович Шерстобитов был удостоен звания Героя Социалистического Труда с вручением Ордена Ленина и золотой медали «Серп и Молот».
17 февраля 1975 года  Указом Президиума Верховного Совета СССР «за отличие в труде»  Александр Павлович Шерстобитов был награждён Орденом Трудового Красного Знамени.
Помимо основной деятельности А. П. Шерстобитов  избирался членом Красноярского краевого комитета КПСС.
После выхода на пенсию жил в Красноярске. Умер 12 июня 2005 года.

## Награды
- Медаль «Серп и Молот» (29.07.1966)
- Орден Ленина (29.07.1966)
- Орден Трудового Красного Знамени (17.02.1975)
- Медаль «За победу над Германией в Великой Отечественной войне 1941—1945 гг.»